# Žitná-Radiša
Žitná-Radiša é um município da Eslováquia, situado no distrito de Bánovce nad Bebravou, na região de Trenčín. Tem 17,77 km² de área e sua população em 2018 foi estimada em 447 habitantes.

## Demografia
| Ano:        | 1994 | 2004   | 2014   | 2024   |
| ----------- | ---- | ------ | ------ | ------ |
| Broj ljudi: | 475  | 458    | 454    | 436    |
| Razlika:    |      | -3,57% | -0,87% | -3,96% |

| Ano:               | 2023 | 2024   |
| ------------------ | ---- | ------ |
| Número de pessoas: | 443  | 436    |
| Diferença:         |      | -1,58% |